# Alexandra Bachzetsis
Alexandra Bachzetsis (* 14. Dezember 1974 in Zürich) ist eine Schweizer Video-, Installations- und Performancekünstlerin.

## Leben und Werk
Bachzetsis absolvierte ihre Ausbildung am Liceo Artistico in Zürich, an der Accademia Teatro Dimitri in Verscio und beim Performance-Programm des Kunstzentrums STUK in Löwen (Flandern). Es folgte ein postgraduales Studium in Tanz und Theater an DasArts in Amsterdam. Zeitgleich begann Bachzetsis mit etablierten Tanzkompanien wie «Sasha Waltz & Guests» in Berlin und «Les Ballets C de la B» (Ballets contemporains de la Belgique) in Gent zusammenzuarbeiten.

„Das Zusammenfliessen unterschiedlicher Stile und Medien, ästhetischer Sprachen sowie eine Vielzahl an Stimmen und Körpern sind seit den Anfängen wichtige Elemente in ihrem Schaffen. Sie bringt damit eine Verschmelzung von Genres hervor, in welchen der Körper als künstlerisches wie auch kritisches Instrument agiert. Alexandra Bachzetsis erforscht, wie die Populärkultur ein Repertoire an Ausdrucksweisen, Identifikationsmustern und Fantasievorstellungen bereitstellt, aus dem wir unsere Körper fortlaufend neu entwerfen und definieren. Den Gesten aus der sogenannten Kommerzkultur (Onlinemedien, Videoclip, Fernsehen) stellt sie Ausdrucksweisen aus dem Feld der Kunst (Ballett, Tanz, Performance) gegenüber.“

Ihr Lebenspartner ist Adam Szymczyk (* 1970), polnischer Kunstkritiker, Kurator und künstlerischer Leiter der Documenta 14 im Jahr 2017 in Kassel und Athen.

## Auszeichnungen
- 2007: Migros-Kulturprozent Jubilee Award[5]
- 2009: Werkstipendium Choreografie der Stadt Zürich
- 2009: Kulturpreis des Kantons Basel-Landschaft
- 2011: Nominierung für den DESTE-Preis
- 2011: Swiss Art Awards
- 2012: Performancepreis Schweiz
- 2016: Swiss Art Awards
- 2018: Kunstpreis Stadt Zürich[6]

## Ausstellungen (Auswahl)
- 2002: Perfect. Alexandra Bachzetsis. Musik Will Holder. message salon Zürich
- 2005: (my private) Heroes. MARTa Herford, Herford
- 2007: The Weasel: Pop Music and Contemporary Art. South London Gallery, London
- 2008: Word Event. Kunsthalle Basel, Basel
- 2010: Performative Structures – New Existentialism Part 1. Alte Fabrik, Gebert Stiftung für Kultur, Rapperswil
- 2011: 3. Thessaloniki Biennale of Contemporary Art Intersections-Make it New. MOMus – Museum für Moderne Kunst – Sammlung Costakis
- 2011: Alexandra Bachzetsis und Hanna Schwarz. Kunstverein Leverkusen, Leverkusen
- 2012: Etude. Eröffnung der dOCUMENTA (13), Kassel
- 2014: Alexandra Bachzetsis / Claire Hooper. Bonner Kunstverein, Bonn[7]
- 2015: Super-Superstudio. PAC-Padiglione d’Arte Contemporanea, Mailand
- 2016: Körper und Bühnen. Kunstverein Hannover, Hannover
- 2017: documenta 14, Kassel
- 2022: 2020: Obscene. Kunsthaus Zürich, Zürich[8]